# Кондратьєв Юрій Григорович
Юрій Григорович Кондратьєв (23 жовтня 1953, Київ — 5 вересня 2023, Київ) — український математик, професор університету Білефельд, Німеччина.

## Біографія
1975 р. — закінчив з відзнакою Київський університет імені Тараса Шевченка.
1979 р. — захистив кандидатську дисертацію на тему «Узагальнені функції в задачах нескінченновимірного аналізу».
1987 р. — захистив докторську дисертацію на тему «Спектральний аналіз нескінченновимірних еліптичних диференціальних операторів».
З 1991 Ю. Г. Кондратьєв працював як в Україні (Інститут математики НАН України, Центр міждисциплінарних досліджень складних систем НПУ імені М. П. Драгоманова), так і за кордоном (університети Білефельд і Бонн у Німеччині, університет Редінг в Англії).
У 1998 р. нагороджений Державною премією України в галузі науки і техніки.
Помер 5 вересня 2023 року на 70 році життя.

## Наукова діяльність
- Області дослідження: функціональний аналіз, математична фізика, стохастика.
- Належить до київської школи функціонального аналізу, заснованої М. Г. Крейном і продовженої Ю. М. Березанським.
- Інтереси в галузі математичної фізики формувалися в результаті співпраці з Московським семінаром статистичної фізики (Р. Л. Добрушин[en], Р. А. Мінлос[en], Я. Г. Синай). На роботи в області стохастики великий вплив мала співпраця з А. В. Скороходом.

## Основні результати
Разом з Ю. М. Березанським має спільну монографію «Спектральные методы в бесконечномерном анализе» [Архівовано 20 травня 2014 у Wayback Machine.](рос.) (1988 р.), перекладену англійською мовою «Spectral Methods in Infinite Dimensional Analysis» [Архівовано 20 травня 2014 у Wayback Machine.](англ.) (1995 р.).
Разом з С. Альбеверіо, Ю. Козицьким [Архівовано 22 травня 2014 у Wayback Machine.](англ.) і М. Рьокнером(англ.) має спільну монографію «The Statistical Mechanics of Quantum Lattice Systems: A Path Integral Approach» [Архівовано 20 травня 2014 у Wayback Machine.](англ.) (2009 р.).
З С. Альбеверіо та М. Рьокнером(англ.) започаткував систематичні дослідження на просторах неперервних конфігурацій, які активно застосовуються вченими по всьому світу.
Його ім'я носить простір певних стохастичних розподілів («Kondratiev space» [Архівовано 20 травня 2014 у Wayback Machine.](англ.)).

## Вибрані публікації
- Analysis and geometry on configuration spaces (with S. Albeverio and M. Rökner), J. Funct. Anal., 154, 444—500 (1998). [Архівовано 24 вересня 2015 у Wayback Machine.](англ.)
- Analysis and geometry on configuration spaces: The Gibbsian case, J. Funct. Anal., 157, 242—291 (1998). [Архівовано 24 вересня 2015 у Wayback Machine.](англ.)
- Harmonic analysis on configuration spaces I. General theory (with T. Kuna), IDAQP, 5, 201—233 (2002). [Архівовано 11 травня 2021 у Wayback Machine.](англ.)
- On contact processes in continuum (with A. Skorokhod), IDAQP, 9, 187—198 (2006). [Архівовано 15 березня 2022 у Wayback Machine.](англ.)
- Semigroup approach to non-equilibrium birth-and-death stochastic dynamics in continuum (with D. Finkelshtein and O. Kutovyi), J. Funct. Anal. 262, no. 3, 1274—1308 (2012).(англ.)